# 乌杜皮
乌杜皮（Udupi）是印度卡纳塔克邦西部乌杜皮县的一個城市，濒临阿拉伯海。2011年人口有165,401人。當地以克里希納廟著名，此外當地有許多梵文學者。